# Matheus Goyas
Matheus Felipe Medeiros Goyas (Belo Horizonte, 16 de Agosto de 1990) é um jovem empreendedor e investidor brasileiro, especialista em temas como tecnologia e educação. É cofundador da Startup de Tecnologia para a Educação (EdTech) AppProva, Conselheiro do Instituto de Tecnologia e Sociedade do Rio de Janeiro, cofundador da firma de investimentos Pádua Ventures e CEO e cofundador da Startup Trybe. 
Goyas foi eleito pela revista Veja e pela Fundação Estudar em 2013 um dos 10 jovens mais inspiradores do Brasil e pela revista Super Interessante em 2015 uma das 20 pessoas mais inovadoras do Brasil. Ainda em 2015, Goyas foi eleito pela Fundação Lemann Talento da Educação.

Em 2018, Goyas foi eleito um dos 35 empreendedores mais inovadores com menos de 35 anos LATAM e empreendedor do ano LATAM pelo MIT Technology Review, e um dos principais brasileiros com menos de 30 anos pela Forbes.

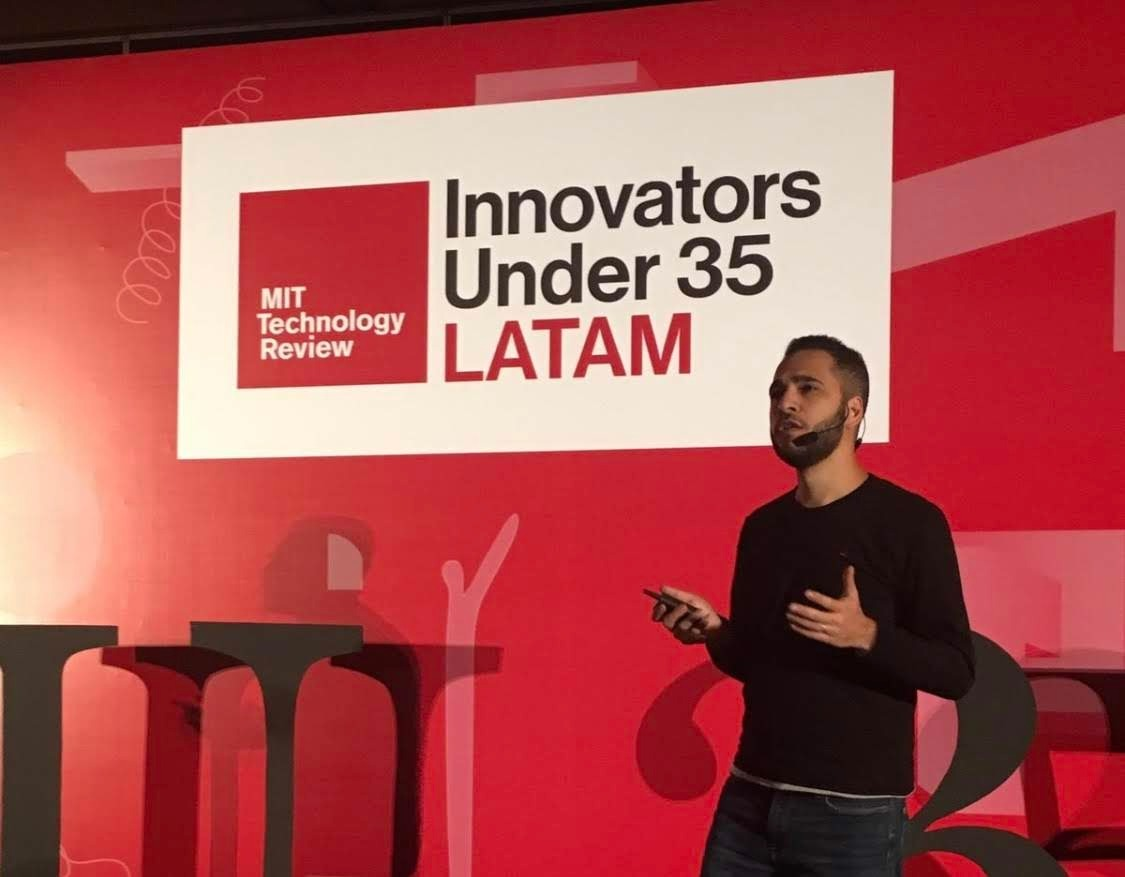
Matheus Goyas no evento 35 Under 35 LATAM - MIT, 2018

## Biografia
Goyas nasceu em Belo Horizonte, morou na Espanha, em La Curuña, Galizia, entre os anos de 1997 e 2000, quando voltou para a cidade natal para estudar no Colégio Santo Antônio, como bolsista, durante o Ensino Fundamental e Médio. Logo depois de concluir o Ensino Médio em 2008, começou a cursar simultaneamente Direito na UFMG e Administração Pública na Fundação João Pinheiro.
Em 2011, Goyas abandonou os estudos nas duas instituições para se dedicar exclusivamente ao Tire Dúvida, cursinho de aulas particulares que daria origem, logo em seguida em 2012, ao AppProva, empresa que já ajudou mais de 1 milhão de estudantes a se prepararem gratuitamente para o Enem, disponibilizando exercícios, simulados e relatórios de desempenho para os usuários.
Durante a trajetória como cofundador e CEO do AppProva, Goyas recebeu prêmios e reconhecimentos nacionais. Em 2013 recebeu da revista Veja e da Fundação Estudar o prêmio Jovens Inspiradores, sendo reconhecido como um dos 10 jovens mais inspiradores do país. Em 2015, foi reconhecido pela revista Super Interessante como uma das 20 pessoas mais inovadoras do Brasil e pela Fundação Lemann Talento da Educação.
Goyas ainda como CEO, o AppProva foi adquirido pela Somos Educação em Março de 2017. Após a negociação, Goyas assumiu as diretorias de Estratégia, Ciência de Dados e Soluções Digitais na própria Somos Educação. Em 2018, Goyas se tornou Diretor Executivo da Unidade de Negócios B2C da Somos Educação, participando da aquisição da Startup de Tecnologia para Educação (EdTech) Stoodi. No mesmo ano, a Somos Educação foi  adquirida pela Kroton Educacional.
Ainda em 2018, Goyas recebeu mais três reconhecimentos, um nacional e dois internacionais. Foi premiado pelo MIT Technology Review como um dos 35 empreendedores mais inovadores com menos de 35 anos da América Latina e como empreendedor do ano da América Latina. No Brasil, entrou na lista da Forbes de principais brasileiros com menos de 30 anos.
Em 2019, juntamente com antigos sócios e parceiros do AppProva, iniciou sua carreira como investidor, criando a firma de investimentos Pádua Ventures. 
Ainda em 2019 e também com os antigos sócios, fundou mais uma Startup - a Trybe  -, uma escola focada em formar pessoas trabalhar com profissões digitais, como desenvolvimento de software, com um modelo de negócios em que as pessoas que estudam só começam a pagar quando estiverem trabalhando com remuneração acima de R$ 3.500,00.

## Ligações Externas
- Entrevista ao programa Conevrsa com Bial
- Participação no quadro “Mandando Bem” no Caldeirão do Huck como mentor